# Pattinaggio a rotelle ai XVI Giochi panamericani
Il pattinaggio a rotelle ai XVI Giochi panamericani si è svolto al Patinódromo Panamericano di Guadalajara, in Messico, dal 23 al 27 ottobre 2011. Previste due specialità diverse, gare di velocità e pattinaggio artistico, per un totale di otto podi finali di cui quattro maschili e quattro femminili. Dominatrice incontrastata dell'evento è stata la Colombia con sei medaglie di cui cinque d'oro. Nazione più medagliata l'Argentina con sette metalli, di cui però uno soltanto d'oro.

## Calendario
Tutti gli orari secondo il Central Standard Time (UTC-6).
| Giorno    | Data           | Inizio | Fine  | Evento               | Fase              |
| --------- | -------------- | ------ | ----- | -------------------- | ----------------- |
| Giorno 10 | Dom 23 ottobre | 17:30  | 20:00 | Uomini/Donne         | Programma corto   |
| Giorno 11 | Lun 24 ottobre | 17:00  | 19:00 | Uomini/Donne         | Programma lungo   |
| Giorno 13 | Mer 26 ottobre | 16:00  | 19:30 | Uomini/Donne         | 300m cronometro   |
| Giorno 14 | Gio 27 ottobre | 10:00  | 12:30 | 1.000m Uomini/Donne  | Qualifiche/Finali |
| Giorno 14 | Gio 27 ottobre | 19:30  | 20:45 | 10.000m Uomini/Donne | Finali            |

## Risultati

### Uomini
| Evento                      | Oro            | Argento            | Bronzo           |
| Velocità                    |                |                    |                  |
| 300m cronometro             | Pedro Causil   | Emanuelle Silva    | Juan Cruz Araldi |
| 1000m                       | Pedro Causil   | Ezequiel Capellano | Jorge Reyes      |
| 10000m punti + eliminazione | Jorge Bolaños  | Ezequiel Capellano | Jorge Reyes      |
| Artistico                   |                |                    |                  |
| Pattinaggio libero          | Marcel Sturmer | Daniel Arriola     | Leonardo Parrado |

### Donne
| Evento                      | Oro             | Argento            | Bronzo          |
| Velocità                    |                 |                    |                 |
| 300m cronometro             | Yersy Puello    | María Moya         | Verónica Elías  |
| 1000m                       | Yersy Puello    | Sandra Buelvas     | Melisa Bonnet   |
| 10000m punti + eliminazione | Kelly Martínez  | Melisa Bonnet      | Catherine Peñán |
| Artistico                   |                 |                    |                 |
| Pattinaggio libero          | Elizabeth Soler | Marisol Villarroel | Talitha Haas    |

## Medagliere
| Posizione | Nazione   | Oro | Argento | Bronzo | Totale |
| --------- | --------- | --- | ------- | ------ | ------ |
| 1         | Colombia  | 5   | 0       | 1      | 6      |
| 2         | Argentina | 1   | 4       | 2      | 7      |
| 3         | Brasile   | 1   | 0       | 1      | 2      |
| 4         | Ecuador   | 1   | 0       | 0      | 1      |
| 5         | Cile      | 0   | 3       | 3      | 6      |
| 6         | Venezuela | 0   | 1       | 0      | 1      |
| 7         | Messico   | 0   | 0       | 1      | 1      |
| Totale    | Totale    | 8   | 8       | 8      | 24     |